# Kanton Guerville
Kanton Guerville is een voormalig kanton van het Franse departement Yvelines. Het kanton maakte deel uit van het arrondissement Mantes-la-Jolie. Het werd opgeheven bij decreet van 21 februari 2014 met uitwerking op 22 maart 2015.

## Gemeenten
Het kanton Guerville omvatte de volgende gemeenten:
- Andelu
- Arnouville-lès-Mantes
- Auffreville-Brasseuil
- Boinville-en-Mantois
- Boinvilliers
- Breuil-Bois-Robert
- Épône
- La Falaise
- Flacourt
- Goussonville
- Guerville (hoofdplaats)
- Hargeville
- Jumeauville
- Mézières-sur-Seine
- Rosay
- Soindres
- Vert
- Villette